# 国際連合安全保障理事会決議1265
国際連合安全保障理事会決議1265（こくさいれんごうあんぜんほしょうりじかいけつぎ1265、英: United Nations Security Council Resolution 1265）は、1999年9月17日に国際連合安全保障理事会で採択された武力紛争下の文民保護に関する決議。略称はUNSCR1265。

## 概要
国連安保理決議1265は、武力紛争（armed conflict）における文民の保護に関する決議で、紛争における最大の被害者が文民であることを初めて認め、文民の保護等を規定する国際人道法に対する重大な違反を防ぐ国家の責任を強調したもの。1999年9月8日付の事務総長報告を受けて招集された理事会で全会一致で採択された。

## 主な内容
- 1999年2月12日の安保理議長声明（S/PRST/1999/6）を改めて想起
- 1999年9月8日の事務総長報告を歓迎し、その内容に留意
- 国際法上保護されている対象物への攻撃と同様に、文民を目標にした攻撃を強く非難
- すべての勢力に対し、文民を目標にした攻撃行為を中止するよう要請
- すべての勢力にハーグ条約（1899,1907）とジュネーヴ諸条約（1949）と追加議定書（1977）の遵守を要請
- 民族浄化・人道に対する罪・国際人道法に対する重大な違反を防ぐ国家の責任を強調（→保護する責任）